# Panticeu
Panticeu – wieś w Rumunii, w okręgu Kluż, w gminie Panticeu. W 2011 roku liczyła 694 mieszkańców.